# 贾思勰

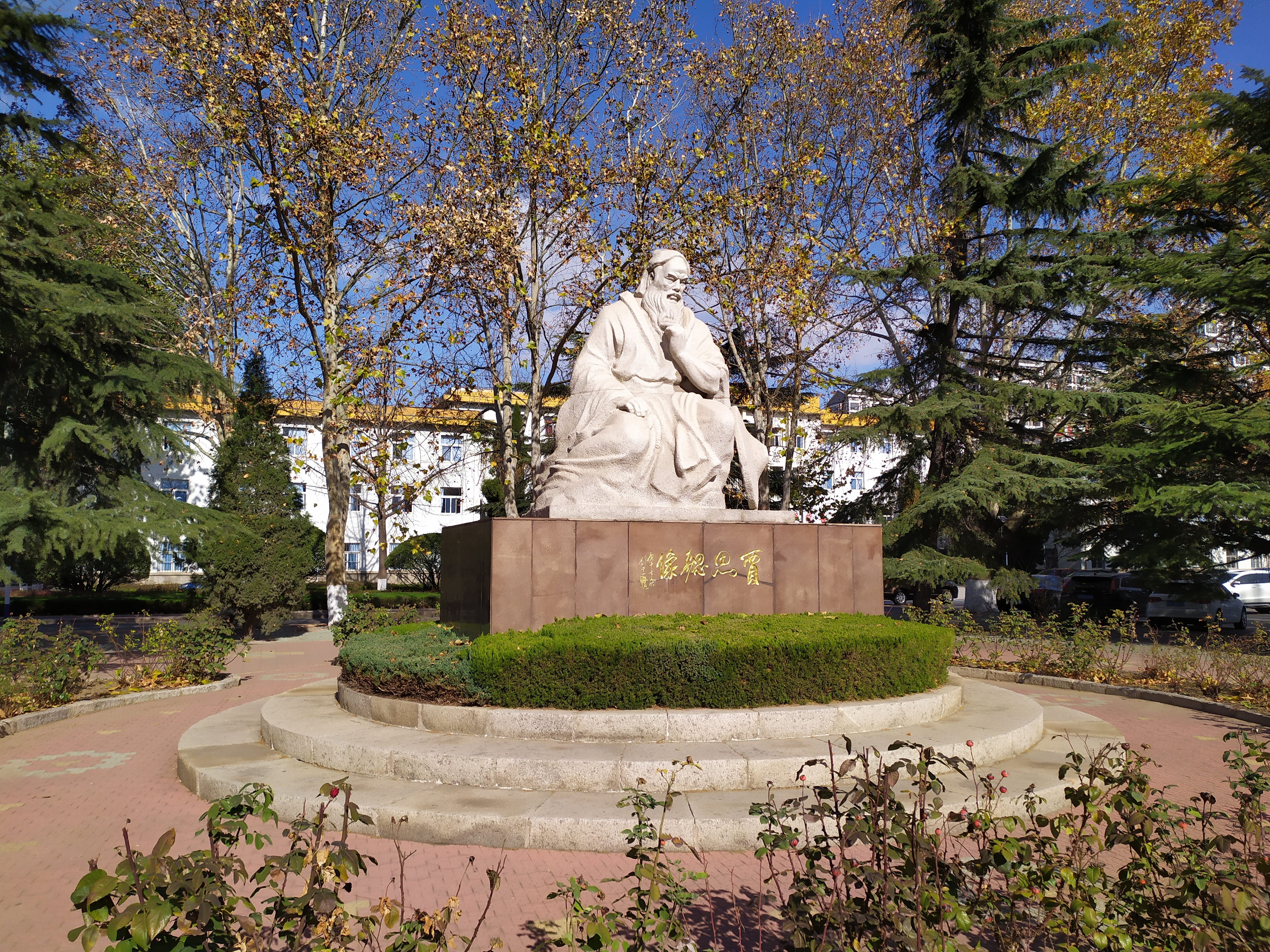
潍坊职业学院内的贾思勰像

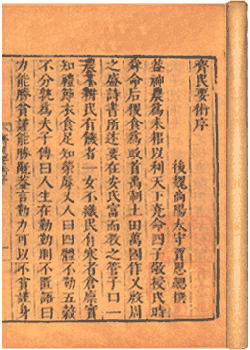
《齊民要術》

賈思勰（？—？），齐郡益都县（今山东省寿光市西南），北魏農學家，官至高阳郡太守（今山东省淄博市临淄区一带）。
他精通农业科学，在复兴由于战乱而荒废的华北农业时，将旱地农业技术体系化，于北魏末年写成《齐民要术》一书。该著作由耕田、谷物、蔬菜、果树、树木、畜产、酿造、调味、调理、外国物产等各章构成，是中国现存的最早的、最完整的大型农业百科全书。

## 《齊民要術》
《齊民要術》是中國保存得最完整的古農書鉅著，成書於東魏武定二年（544年）以後，另一說為533年至544之間。
書中分成10卷92篇，收錄1500年前中國農藝、園藝、造林、蠶桑、畜牧、獸醫、配種、釀造、烹飪、儲備，以及治荒的方法，書中援引古籍近200種，所引《氾勝之書》、《四民月令》等漢晉重要農書現已失傳，後人只能從此書了解當時的農業運作。
該書自出版後，受歷朝重視，傳遍海外後亦被常成為研究古史物種變化的經典(日本)东海大学教授.渡部 武. .   [2020-01-08]. （原始内容存档于2020-10-15）.。達爾文研究進化論時，曾參考一部「中國古代百科全書」，有說此書正是《齊民要術》。「齊民要術」可解作平民謀生方法，亦可解為治理民生的方法。